# William Alexander Forbes

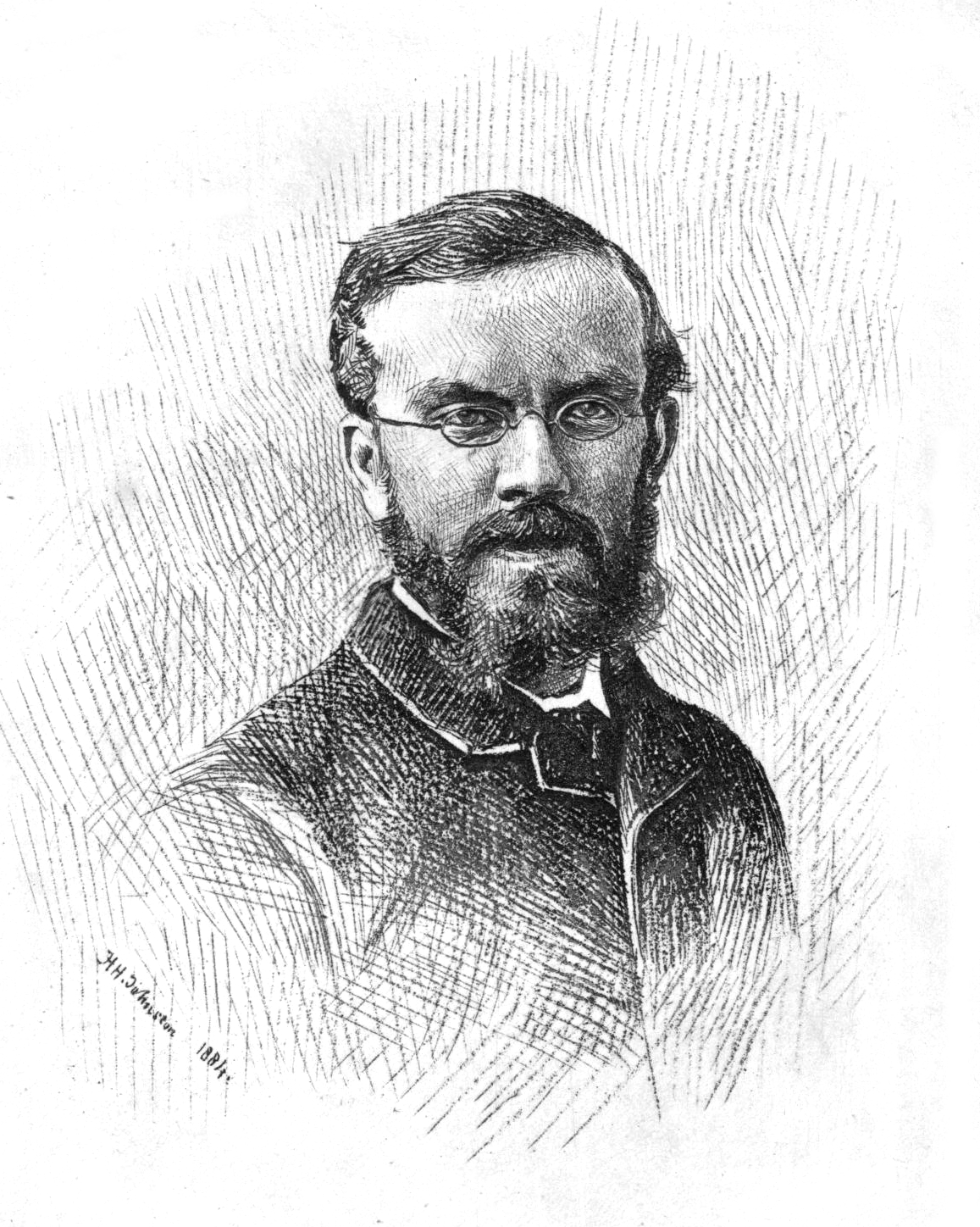
William Alexander Forbes

William Alexander Forbes' (25 juni 1855 - Shonga, 14 januari 1883) was een Brits zoöloog. Hij was de zoon van James Staats Forbes.
Forbes studeerde aan het St John's College in Cambridge.
In 1880 bezocht Forbes het oerwoud van Pernambuco in Brazilië en publiceerde hierover in The Ibis in 1881. In 1882 reisde hij naar het westen van Afrika om de fauna te bestuderen en startte aan de monding van de Niger-delta. Hij werd echter kort na Kerstmis ziek en overleed in Shonga.
- Gemeinsame Normdatei: 117519979
- International Standard Name Identifier: 0000 0001 1960 8671
- Library of Congress Control Number: nr00029410
- Nederlandse Thesaurus van Auteursnamen: 154176338
- SNAC: w6g1726p
- Système universitaire de documentation: 185583873
- Virtual International Authority File: 58920741
- WorldCat: E39PBJrGwKYQm8mwpd8KCpk7HC